# Manuel Pío Alcalá
Manuel Pío Alcalá Torres fue un militar y político peruano. 
Nació en Arequipa el 17 de julio de 1851. Se casó con María Blanca Ernestina Vargas Quintanilla. Se unió al Ejército del Perú en 1874 como soldado del Batallón Ayacucho N° 3. Fue ascendido a sargento primero en 1876 y a subteniente en 1877. Al inicio de la guerra con Chile en 1879, participó en las campañas terrestres, especialmente en la batalla de San Francisco, la batalla de Tarapacá y la batalla del Alto de la Alianza. En 1881 fue ascendido a teniente y en 1884 a Capitán. Participó en el bando cacerista en la guerra civil de 1895 contra las montoneras pierolista. En 1887 y 1889 fue profesor de la Escuela de Clases y del Colegio Militar respectivamente. En 1908 fue ascendido a Coronel. En 1910, durante la tensión con Ecuador fue Comandante de la Segunda Brigada de Infantería. En 1915 fue nombrado Prefecto de Lima.  En 1925 fue ascendido a General de Brigada.
En 1929 fue elegido diputado por la provincia de Chumbivilcas en el último año del Oncenio de Leguía.